# 王志雄 (1952年)
王志雄（1952年6月24日—），台灣政治人物，高雄市人。中國國民黨籍，曾任立法委員與高雄市議員。為曾任高雄市長的政商要人王玉雲之子。

## 生平

### 早年生平
王志雄為高雄政商要人王玉雲之子，小學時就讀河濱國小。王志雄曾言國小時，王玉雲出任副議長，當時他壓力很大，在功課上也求好心切。國小三年級時，參加演講比賽得第一，王志雄回到家高興的告訴父親時，王玉雲卻坦言他是副議長、家長會長，王志雄當然要拿第一。中學時就讀市立二中，高中就讀高雄中學，大學進入中興大學地政系（國立臺北大學）。
1972年，王玉雲被國民黨提名參選高雄市長。王志雄聯合高雄市旅北大專院校同學，返鄉投票支持父親，成為他第一次與政治接觸。1977年，王玉雲競選連任。受到對手洪照男攻擊學歷問題及炒地皮風波，參選省議員的趙綉娃也參與圍剿。第二次為父親助選的王志雄，曾在《中國時報》為文，指出洪、趙的父親都是王玉雲好友，為了選舉反目成仇，政治如此險惡，他將不會從政。王志雄也表示他會到美國留學，是受到洪照男攻擊王玉雲學歷所故，因此要比洪照男讀更多書、拿更高的學位。
1979年美麗島事件，王玉雲的政治立場遭受質疑。當時王志雄正負笈美國。不久，臺北市長李登輝率團赴美，王玉雲是團員之一，脫隊下禢王志雄住處，王志雄在美的身分曝光。1980年7月29日，三舅李江林住宅被爆身亡。 當時王志雄剛好回臺灣。1980年，拿到企管碩士學位後，王志雄匆匆束裝回國。
學成歸國後，王志雄曾到花旗銀行上班。後到泰國考察拆船環境，但因泰方嚴加管制環境汙染，只好回到父親創設的華榮銅鐵公司擔任審核室主任，再升為業務副總，負責華榮股票上市工作。

### 政途
1989年第六次增額立委選舉，王志雄「希望掙脫家族陰影」，打算參選市議員。然而各選區都有王玉雲故舊，難有插足空間。正好中國國民黨苦於找不到適當的立委候選人，雙方合作下，王志雄在高雄市北區（第一選區）參選立法委員，並「放任」其弟王世雄（無黨籍）參選漁民團體立委。選舉結果，王志雄與王世雄兩兄弟同時當選立委，轟動一時。
二屆國代修憲後，政治環境大變。不僅王玉珍爭取監委出現不易，又因取消職業團體，造成92年立委選舉，王志雄、王世雄兄弟在選區安排上的窘境。在王玉雲的政治安排下：王志雄參選高雄市北區；王世雄則轉進高雄縣，趁勢收編「紅派」。然而王志雄在難以忍受「問政成績如流水，金牛形象揮不去」，經過一番「家庭革命」後，王志雄在王玉雲陪同下，以「母親健康、不容參選」為由，宣布退選。
王志雄暫時離開政治後，於中興銀行、元富證券、元富投信等金融領域就業，並來往於臺灣海峽兩岸。1993年國民黨十四全黨代表選舉，王志雄於高雄小港高票當選，問鼎中央委員，並順利當選。1994年高雄市長選舉，王志雄也被視為熱門人選。在吳鴻顯接任高雄市黨部主委後，積極整合王志雄與時任市長的吳敦義，外界有在王志雄出任行政院顧問、市府顧問、市黨部副主委擇一的傳言，惟最後經王志雄證實：他拒絕接受黨部副主委一職。王志雄也說他曾向吳敦義分析：吳敦義參選不論輸贏都是一大犧牲，即使勝選，行政院改組為十二部會後，吳敦義勢必插身而過，96年總統直選、97年內閣改組，都沒機會脫身。唯最終吳敦義仍執意參選，獲國民黨提名為高雄市長候選人。
1995年立委選舉，王志雄在高雄市南區當選為第三屆立法委員。1998年底即將任滿前參選高雄市議員，獲得高票當選，並辭去立委職務。

## 爭議

### 中興銀行超貸案
2004年5月26日即因人頭冒貸案，在台北地檢察署偵查期間傳拘未到，遭檢方通緝在案。2005年9月15日，又因中興銀行超貸弊案，遭台北地檢署依背信罪嫌起訴。
至2008年2月28日止，王志雄與同樣被通緝的父親王玉雲潛藏中國大陸上海、崑山、杭州等地，於2012年10月12日遭中華人民共和國公安機關逮捕，由中華民國法務部調查局解送返臺灣。
王志雄向調查官表示，他是虔誠的基督徒，年事已高、心臟也不好，自認逃不過通緝時效，願意返台接受司法制裁，檢察官以背信罪移送法院。2013年9月4日，台北地方法院認定，中興銀行超貸案的主謀為王玉雲，判決王志雄無罪。